# 5969 Ryuichiro
5969 Ryuichiro (1991 FT) là một tiểu hành tinh vành đai chính được phát hiện ngày 17 tháng 3 năm 1991 bởi T. Seki ở Geisei.